# باغ خندق
باغ خندق یکی از باغ‌های تاریخی استان فارس واقع در شهر شیراز بوده‌است که در دوران قاجاریه توسط میرزا ابوالحسن‌خان مشیرالملک بنا شده‌است.
این باغ هم‌اکنون ویران گشته است در حوالی محله سنگ‌سیاه و قسمت شرقی خیابان قاآنی قرار داشته‌است.